# Dune: Spice Wars
Dune: Spice Wars is een computerspel ontwikkeld door Shiro Games en uitgegeven door Funcom voor de Xbox Series en Windows. Het strategiespel (RTS) was op 26 april 2022 te spelen als vroegtijdige toegang (early access) en is uitgekomen op 14 september 2023.
In het spel kan men spelen als een van de vier groepen; Atreides, Harkonnen, Fremen en als de Smugglers. De twee facties Corrino en Ecaz zijn later toegevoegd.

## Ontvangst
Het spel ontving gemengde recensies. Men prees het watermanagement, dat zou uitdagen tot bewuste strategische keuzes in het spel. Kritiek was er op de afwezigheid van de typische Duin-sfeer. Hierdoor zou het spel volgens PC Gamer meer aanvoelen als een algemeen strategiespel.
Op Metacritic, een recensieverzamelaar, heeft het spel een score van 73%.